# Wang Yiren
Wang Yiren (chinois : 王怡人, coréen : 왕이런), née le 29 décembre 2000 à Zhejiang, en Chine, est une chanteuse et danseuse chinoise, membre du girl group sud-coréen Everglow formé par Yuehua Entertainment en 2019.

## Carrière
Yiren est spécialisée dans la danse traditionnelle chinoise. Elle a été repérée, puis sélectionnée pour intégrer Yuehua Entertainment, un label sino-coréen, alors qu'elle n'était encore qu'à l'école. Après seize mois de formation, elle est sélectionnée avec deux autres stagiaires, Choi Ye-na et Kim Sihyeon, pour participer au programme Produce 48, à l'issue de laquelle elle est éliminée en demi-finale. Elle débute quelques mois plus tard, dans le groupe Everglow,,,.
Le 9 janvier 2022, elle annonce prendre une pause dans ses activités pour retourner en Chine pour retrouver sa famille.

## Discographie

### Single
- 2022 : Call Call

## Filmographie

### Télé-réalité/Émissions de variétés
| Année | Titre                       | Chaîne              | Note(s)         |
| ----- | --------------------------- | ------------------- | --------------- |
| 2018  | Produce 48                  | Mnet                | Termine 28ème   |
| 2022  | Star Chaser 2 (追星星的人)  | Zhejiang Television | Épisodes 1 à 3  |
| 2022  | Good Times (美好年華互聯社) | Hunan TV            | Épisodes 1 à 10 |
| 2022  | Street Dance of China 5     | Youku Tudou         |                 |